# المهرجان السينمائي الخليجي
المهرجان السينمائي الخليجي مهرجان سنوي في الرياض عاصمة المملكة العربية السعودية، تنظمه هيئة الأفلام التابعة لوزارة الثقافة السعودية، بالتعاون مع الأمانة العامة لدول مجلس تعاون الخيلج. يستمر المهرجان لمدة 5 أيام، مسلطًا الضوء على السينما الخليجية وإنتاجها والحراك الفني في الخليج، ويقدم جائزة من 9 فئات في مختلف المجالات السينمائية.

## عن المهرجان
أُقيمت النسخة الرابعة من المهرجان في أبريل 2024 بالرياض، وبتنظيم من هيئة الأفلام، عُرض خلالها 29 فيلمًا خليجيًا، و3 ندوات، و6 ورش عمل، كما كُرم 5 من رواد الفن في الخليج وهم: الممثل والمؤلف السعودي محمد الطويان، والفنان الكويتي جاسم النبهان، والفنان العماني إبراهيم الزدجالي، والممثل والمخرج البحريني حسين الرفاعي، والمخرج والمنتج القطري أحمد الباكر.

## لجنة التحكيم وجوائز المهرجان
يرأس لجنة تحكيم المهرجان إبراهيم الحساوي من السعودية، وعضوية: بسام الذوادي من البحرين، وروضة آل ثاني من قطر، وخالد أمين من الكويت، ونجوم الغانم من الإمارات، وإبراهيم الزدجالي من عمان.

### فئات الجوائز:
- جائزة أفضل فيلم طويل
- جائزة أفضل فيلم قصير
- جائزة أفضل فيلم وثائقي
- جائزة أفضل إخراج
- جائزة أفضل سيناريو
- جائزة أفضل ممثل
- جائزة أفضل ممثلة
- جائزة أفضل تصوير
- جائزة أفضل موسيقى تصويرية[4]

## الفائزون في النسخة الرابعة 2024
- جائزة أفضل فيلم طويل لفيلم "هجان"
- جائزة أفضل فيلم قصير لفيلم "غيوم"
- جائزة أفضل فيلم وثائقي لفيلم "سباحة 62"
- جائزة أفضل إخراج وجائزة أفضل سيناريو للدكتور زياد الحسيني عن فيلم "شيابني هني"
- جائزة أفضل ممثل "عمر العطوي" عن فيلم "هجان"
- جائزة أفضل ممثلة "مريم زيمان" عن فيلم "ماي ورد"
- جائزة أفضل تصوير للمصور "جيري فاسبندر" عن فيلم "هجان"
- جائزة أفضل موسيقى تصويرية أصيلة لخالد الكمّار" عن فيلم "حوجن"[5]